# Валласкас, Андреа
Андреа Валласкас (итал. Andrea Vallascas, родился 14 ноября 1975 года в Кальяри) — итальянский политик, депутат Палаты депутатов Италии от Движения пяти звёзд.

## Биография
Сардинец по происхождению, инженер-строитель по образованию. В Движении пяти звёзд с 2009 года. Вёл программу «Dentro la notizia» на региональном канале Videolina.
Избран в Палату депутатов 19 марта 2013 года по итогам парламентских выборов от XXVI избирательного округа Сардиния. С 7 мая 2013 года заседает в X комиссии (по производственной деятельности, торговле и туризму).